# ايمانويل أوكوتشا
ايمانويل أوكوتشا (بالإنجليزية: Emmanuel Okocha) هو لاعب كرة قدم نيجيري في مركز الوسط، ولد في 1970. شارك مع منتخب نيجيريا لكرة القدم. أما مع النوادي، فقد لعب مع إينوغو رينجرز.

## وصلات خارجية
- ايمانويل أوكوتشا على موقع قاعدة بيانات كرة القدم.إي يو (الإنجليزية)
- ايمانويل أوكوتشا على موقع ناشيونال فوتبول تيمز (الإنجليزية)